# Rolf Krake (1863)
Rolf Krake – duński monitor z II połowy XIX wieku, pierwszy duński i zarazem pierwszy europejski wieżowy okręt pancerny. Zbudowany w Wielkiej Brytanii w 1863 roku. W składzie marynarki Danii wziął udział w wojnie duńskiej w 1864 roku.

## Budowa

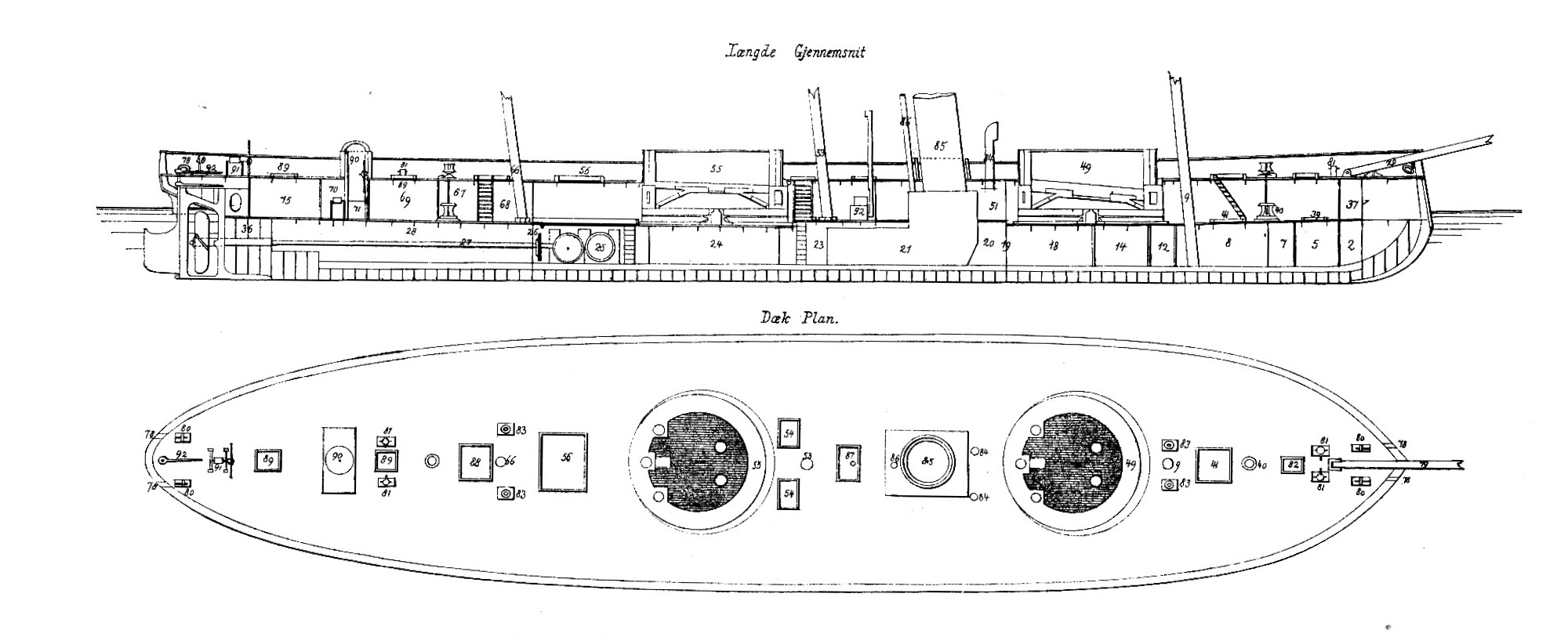
Schemat „Rolfa Krakego”

„Rolf Krake” został zamówiony w 1862 roku, gdy na początku lat sześćdziesiątych XIX wieku narosły napięcia między Prusami a Danią wokół księstw Szlezwiku i Holsztynu. Zaprojektował go Cowper Phipps Coles, pionier budowy wieżowych okrętów pancernych i późniejszy konstruktor „Huáscara”. Duński monitor był pierwszym z serii europejskich okrętów wieżowych – jego nieco powiększoną kopią był pruski „Arminius”; innym był dużo większy, włoski „Affondatore”.
Duńczycy podpisali kontrakt z przedsiębiorstwem Robert Napier and Sons na okręt nazwany na cześć Rolfa Krakego, bohatera duńskiej sagi, w dniu 28 sierpnia 1862 roku. Stępkę położono w Govan w październiku tego samego roku. Wodowanie miało miejsce 6 maja 1863 roku; oficjalnie przyjęto okręt do służby po przybyciu do Danii w lipcu tego roku; następnie „Rolf Krake” odbywał próby morskie od 18 lipca do 20 sierpnia 1863 roku.

## Opis konstrukcji
„Rolf Krake” miał żelazny kadłub o długości całkowitej 58,3 m, szerokości 11,6 m i zanurzeniu 3,5 m. Wypierał 1360 długich ton, a jego załoga składała się ze 140 oficerów i marynarzy. Dla poprawy dzielności morskiej zainstalowano uchylne nadburcia. Był wyposażony w dziobnicę taranową.
Okręt miał jedną maszynę parową napędzającą bezpośrednio pojedynczą śrubę o średnicy 2,8 m. Parę dostarczały dwa cylindryczne kotły. Moc maszyny wynosiła 700 ihp, co pozwoliło rozwinąć maksymalną prędkość 10,5 węzła podczas prób morskich w połowie 1863 roku. „Rolf Krake” zabierał 137 ton węgla, co dawało zasięg 1150 mil przy prędkości 8 węzłów. Ponadto miał trzy maszty z pomocniczym ożaglowaniem typu szkuner.
„Rolf Krake” był początkowo uzbrojony w cztery szwedzkie 68-funtowe działa gładkolufowe kalibru 6,4 cala (163 mm), po dwa w każdej wieży. Pełny obrót wieży napędzanej ręcznie zajmował załodze złożonej z 18 ludzi jedną minutę. W 1865 roku działa przedniej wieży zostały wymienione na gwintowane o wagomiarze 60 funtów. W późniejszym czasie artyleria główna została wymieniona na dwie armaty kal. 203 mm o masie 8 ton i dwie kal. 86 mm o masie 3 ton oraz uzupełniono ją czterema lekkimi działkami wielolufowymi.
Burty okrętu chronił pełny pas pancerny z kutego żelaza, o grubości 114 mm, rozciągający się od górnego pokładu do 0,9 m poniżej linii wodnej, na podkładce 8 cali (203 mm) drewna. Wieże pancerne miały złożoną ochronę, składającą się z wewnętrznej warstwy blachy kotłowej o grubości 9,5 mm, do której przytwierdzone były teowniki. Przestrzeń między nimi została wypełniona dziesięciocalową (254 mm) warstwą drewna. Na to nałożona była krata żelazna z dwucentymetrowych prętów, pokryta warstwą drewna o grubości 178 mm. Zewnętrzny pancerz stanowiły płyty pancerne, grube na 114 mm, przymocowane śrubami przechodzącymi na wylot, aż do wewnętrznej warstwy pancerza. Dodatkowo, wokół ambrazur nałożono dodatkowe płyty osiągając łącznie grubość 203 mm pancerza w tym miejscu. Niewielka nadbudówka mieszcząca mostek kapitański była chroniona przez 114 mm (4,5 cala) żelaza na podkładzie 280 mm (11 cali) drewna. Jedną z głównych słabości okrętu było to, że pokład był praktycznie niezabezpieczony, pokryty blachą o grubości tylko 12 mm (0,5 cala) na 76 mm deskach drewnianych. Inną wadą była niewielka możliwość obserwacji z małej nadbudówki, przed którą znajdowały się wieże artyleryjskie, komin i maszty, całkowicie zasłaniając widok do przodu.

## Służba

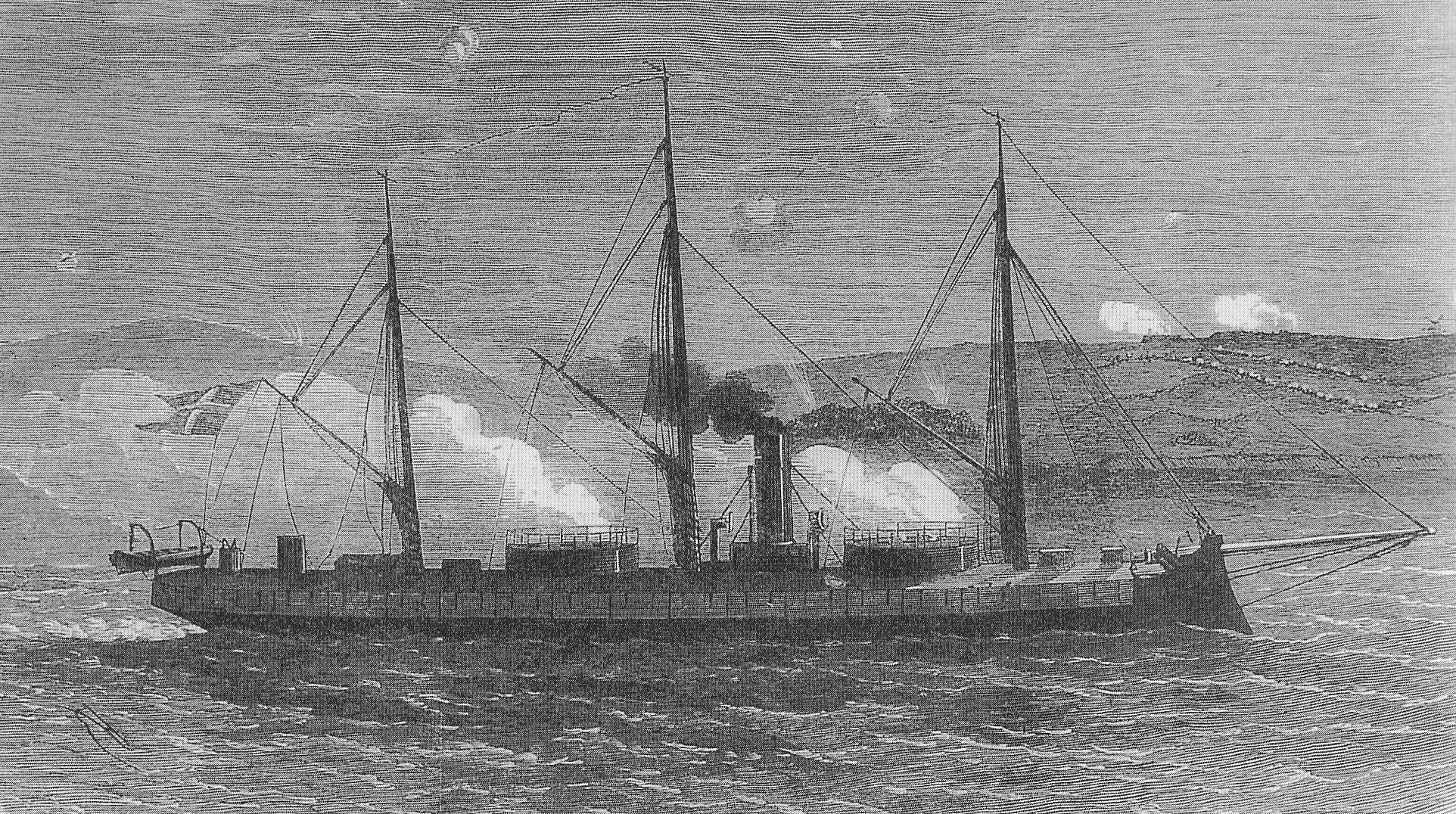
„Rolf Krake” w akcji pod Dybbøl

Po wybuchu wojny duńskiej 1 lutego 1864 roku, okręt wypłynął z Kopenhagi 10 lutego, pod dowództwem H.P. Rothego, w towarzystwie 14-działowej parowej korwety „Dagmar”. 18 lutego popłynął do Egernsundu, by zaatakować most pontonowy, którym Prusacy przerzucali wojska na półwysep Broagerland (nieopancerzoną „Dagmar” pozostawiono w tyle). Ze względu na duże zanurzenie, „Rolf Krake” musiał podjąć ostrzał z dystansu ok. 1300 m, strzelając ogniem pośrednim ponad niewielkim cyplem. Brak możliwości skutecznego korygowania ognia sprawił, że most pozostał nieuszkodzony; natomiast pruskie baterie trafiły okręt w ciągu półtoragodzinnej potyczki niemal 150 pociskami, głównie 24-funtowymi. Mocno postrzelany okręt, wystrzeliwszy 72 pociski, wycofał się z akcji, mając wszakże tylko trzech rannych członków załogi. Pociski, uszkadzając komin, takielunek i pokład, odbijały się jednak od pancerza.
„Rolf Krake” pozostał w Sønderborgu, naprawiwszy uszkodzenia. 28 marca pruska armia ponownie podjęła szturm na Dybbøl. O 06:30 rano okręt, ustawiwszy się na flance nacierających oddziałów, skutecznie wspierał duńskich obrońców, przyczyniając się do załamania pruskiego ataku o 7:30. Monitor nie miał jednak wystarczającej siły ognia, by zniszczyć pruskie umocnienia i zmusić napastników do wycofania się. Podczas ostatecznego szturmu 18 kwietnia okręt nadal wspierał obrońców, odnosząc poważne uszkodzenia (granat przebił pokład zabijając oficera i raniąc sześciu załogantów), jednak Duńczycy zmuszeni byli się wycofać. „Rolf Krake” następnie usiłował przeszkodzić w przerzuceniu wojsk pruskich 29 czerwca ze Szlezwiku na wyspę Als, lecz zostało to uniemożliwione przez ogień pruskich baterii.
„Rolf Krake” pozostał w służbie przez następnych 30 lat, aż został zatopiony w 1893 roku jako okręt-cel.